# کاج پیچی معمولی
 پاندانوس(نام علمی: Pandanus utilis) نام یک گونه از سرده کادی است.

## نگارخانه

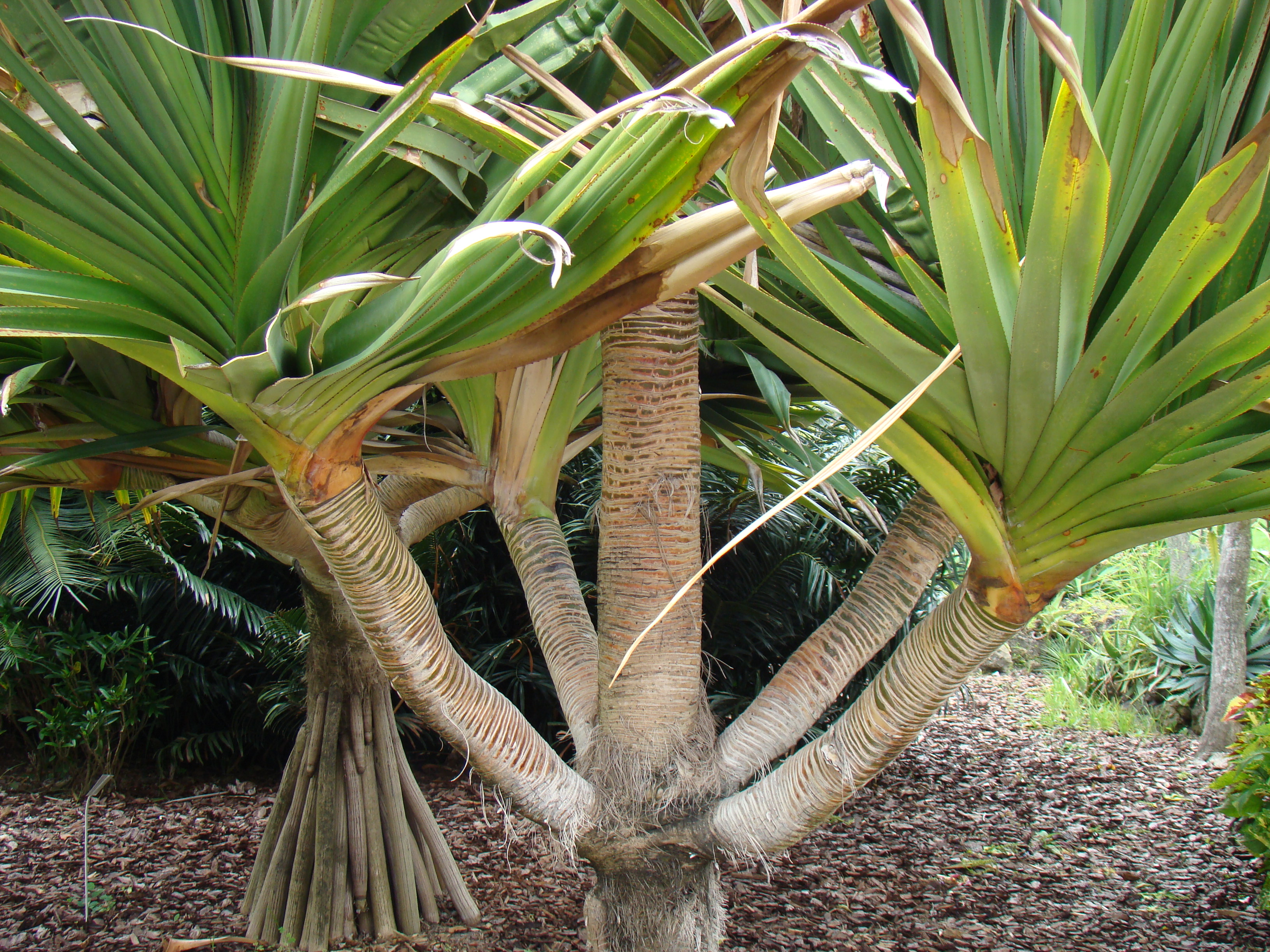
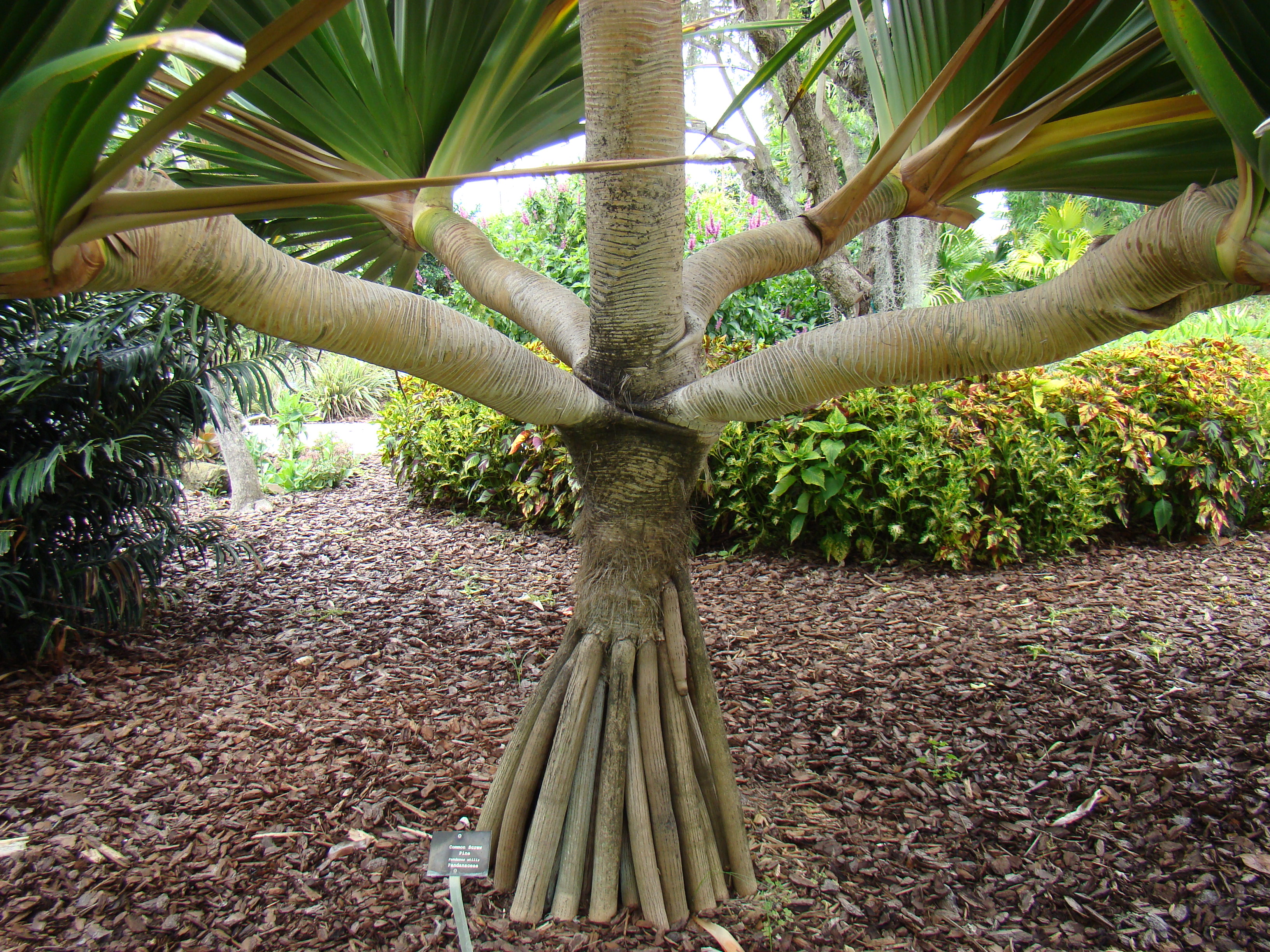